# Hypsiboas multifasciatus
Espèce
Synonymes
- Hyla multifasciata Günther, 1859 "1858"

Statut de conservation UICN

 LC  : Préoccupation mineure
Hypsiboas multifasciatus est une espèce d'amphibiens de la famille des Hylidae.

## Répartition
Cette espèce se rencontre jusqu'à 1 400 m d'altitude :
- au Brésil en Amapá, au Pará, au Maranhão, au Ceará, au Piauí et au Goiás.
- en Guyane ;
- au Suriname ;
- au Guyana ;
- au Venezuela dans les États d'Amazonas, de Monagas et de Bolívar.

## Description

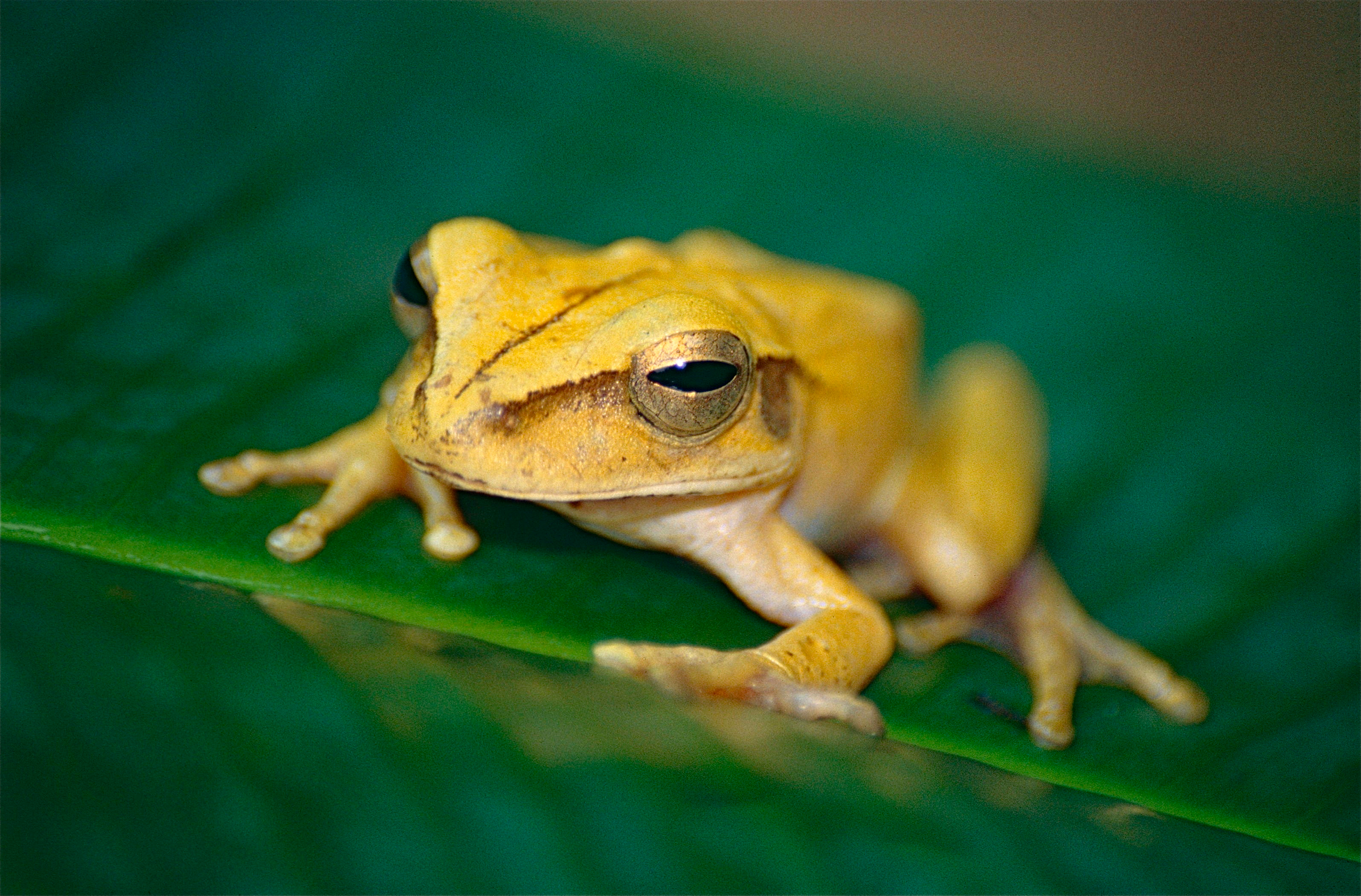
Hypsiboas multifasciatus (Guyane, France)

## Publication originale
- Günther, 1859 "1858" : Catalogue of the Batrachia Salientia in the collection of the British Museum (texte intégral).